# 里士滿 (夸祖魯-納塔爾省)
里士滿是南非的城鎮，位於該國東北部，由夸祖魯-納塔爾省負責管轄，距離彼得馬里茨堡38公里，始建於1850年，面積37.38平方公里，2001年人口14,162，人口密度每平方公里380人。